# Mary Anderson (1859)
Mary (Antoinette) Anderson ou Mary Anderson Navarro (Sacramento, Califórnia, 28 de julho de 1859 — Broadway, Worcestershire, 29 de maio de 1940) foi uma atriz de teatro americana.

## Juventude
Mary Antoinette Anderson era filha de Charles Henry Anderson, um nova-iorquino educado em Oxford, e de sua esposa, Antonia Leugers. Pouco depois de Mary nascer, o casal mudou-se para Louisville, Kentucky, onde seu pai alistou-se no Exército dos Estados Confederados durante a Guerra Civil Americana. Ele foi morto em ação em Mobile, Alabama, quando ela tinha três anos.
Mary foi educada no convento das irmãs ursulinas e na instituição educacional feminina Presentation Academy em Louisville. Era uma aluna pouco dedicada com exceção de seu interesse em ler Shakespeare. Incentivada por seu padrasto, o Doutor Hamilton Griffin, foi enviada para Nova York aos 14 anos para ter dez aulas com o ator George Vandenhoff, seu único treinamento profissional.

## Carreira
Em 1875, Mary fez sua primeira aparição no palco por ocasião de uma apresentação beneficente no Macauley's Theatre em Louisville, Kentucky no papel de Julieta de Shakespeare. O gerente do teatro, Barney Macauley, ficou bastante impressionado e estendeu a locação do teatro para uma semana em que Mary além de Julieta, interpretou outros papéis adicionais, incluindo Julia em O Corcunda, de James Sheridan Knowles, Bianca em Fazio, de Henry Hart Milman, e em Evadne, de R. L. Sheil.
Compromissos posteriores em St. Louis, Nova Orleães e no teatro de John McCullough em São Francisco levaram a um contrato com John Thomson Ford. Começando como Lady Macbeth em seu teatro Washington em 1877, Mary deu início a uma extensa turnê pelos Estados Unidos, culminando com a apresentação por seis semanas da peça The Lady of Lyons, de Edward Bulwer-Lytton no 5th Avenue Theatre, em Nova York. A crítica especializada não foi totalmente favorável a ela, mas o público passou a chamá-la de "Nossa Mary".
A partir deste ponto, ela teve uma carreira de doze anos ininterruptos de sucesso, com apresentações regulares em Nova York e turnês pelos Estados Unidos. Em 1879 Mary foi em uma viagem para a Europa, para se encontrar com Sarah Bernhardt e Adelaide Ristori. Em 1883, depois de estrelar em uma produção americana de Pigmaleão e Galateia, de W. S. Gilbert, viajou para os palcos londrinos, no Lyceum Theatre, permanecendo na Inglaterra por seis anos recebendo grande aclamação inclusive no Shakespeare Memorial Theatre, em Stratford-upon-Avon. Em sua primeira temporada, estrelou a Comedy and Tragedy de Gilbert.
Em 1887, em Londres, Mary se apresentou em The Winter's Tale no duplo papel de Perdita e Hermione (a primeira atriz a incluir esta inovação). Esta produção teve 160 apresentações, e foi levada de volta para os Estados Unidos. Mary convidou o escritor William Black a aparecer na produção, mas, mesmo em um papel sem fala, ele congelou e interrompeu sua participação. Em 1889, porém, Mary desmaiou no palco, devido ao grave esgotamento nervoso durante uma apresentação no Albaugh's Theatre em Washington. Após dissolver de sua companhia de teatro, ela anunciou sua aposentadoria aos trinta anos de idade. Alguns comentaristas, especialmente da imprensa britânica, atribuíram este acontecimento às críticas hostis da imprensa em seu retorno para os Estados Unidos. A autora Willa Cather foi mais longe e culpou uma crítica especificamente dolorosa de um amigo próximo.

## Performances

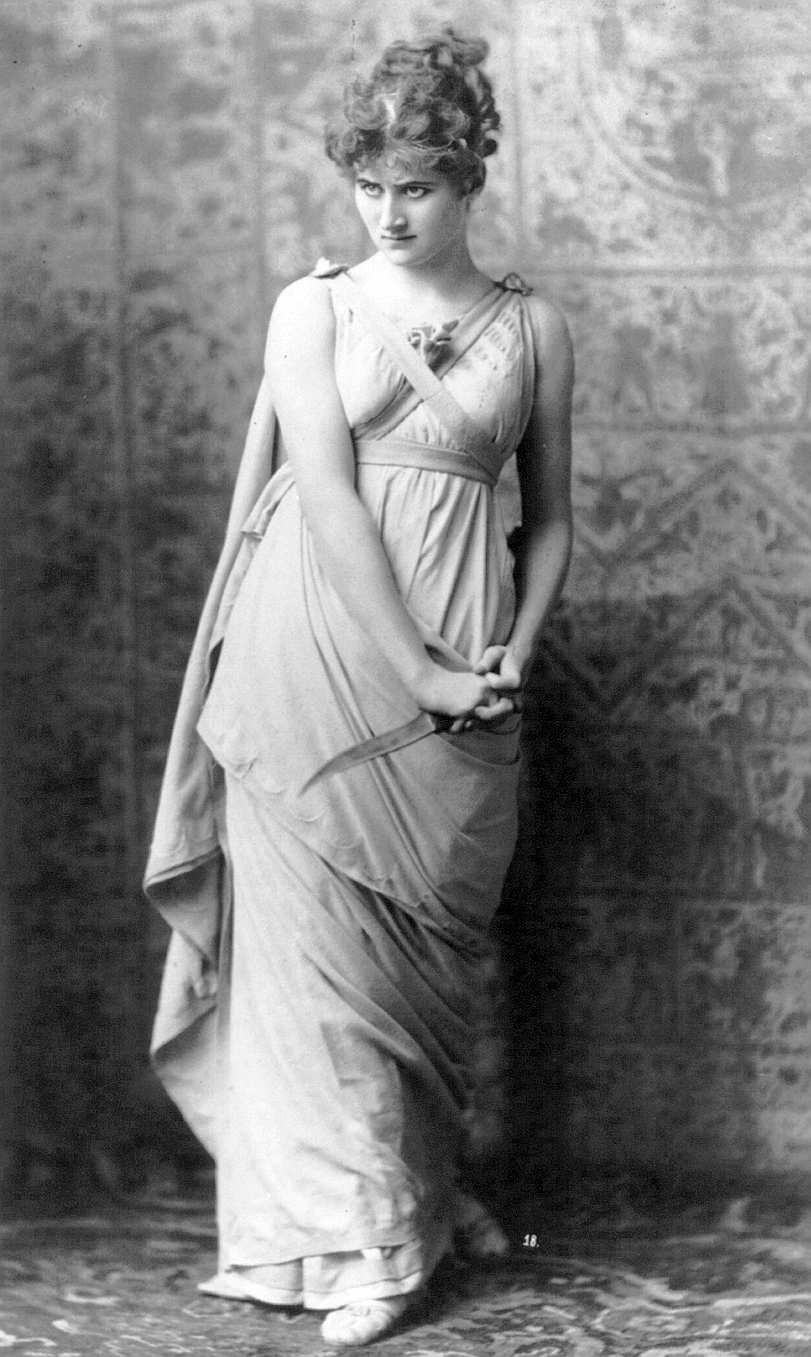
Como Partênia em Ingomar, o Bárbaro, de Friedrich Halm, 1883
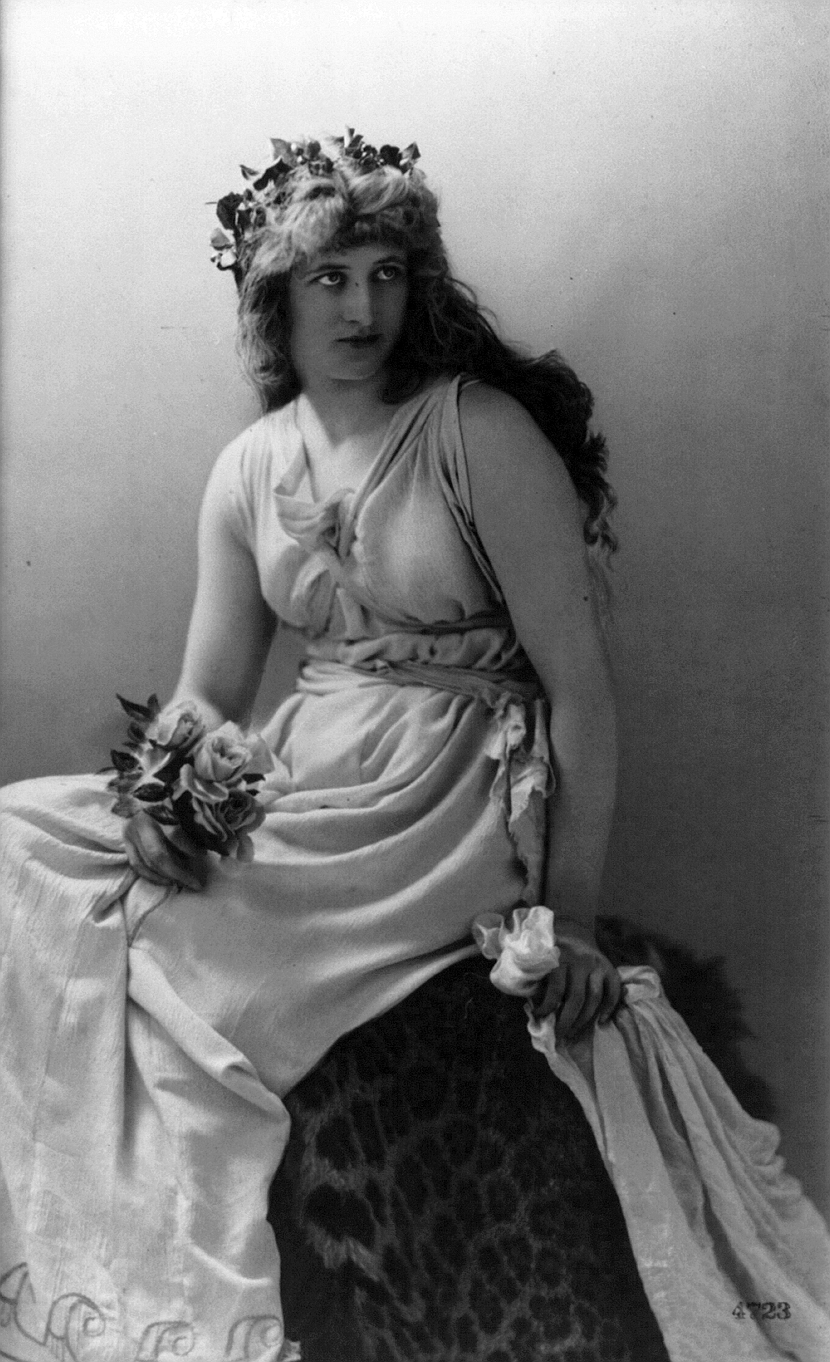
Como Perdita em Winter's Tale, de Shakespeare, 1887
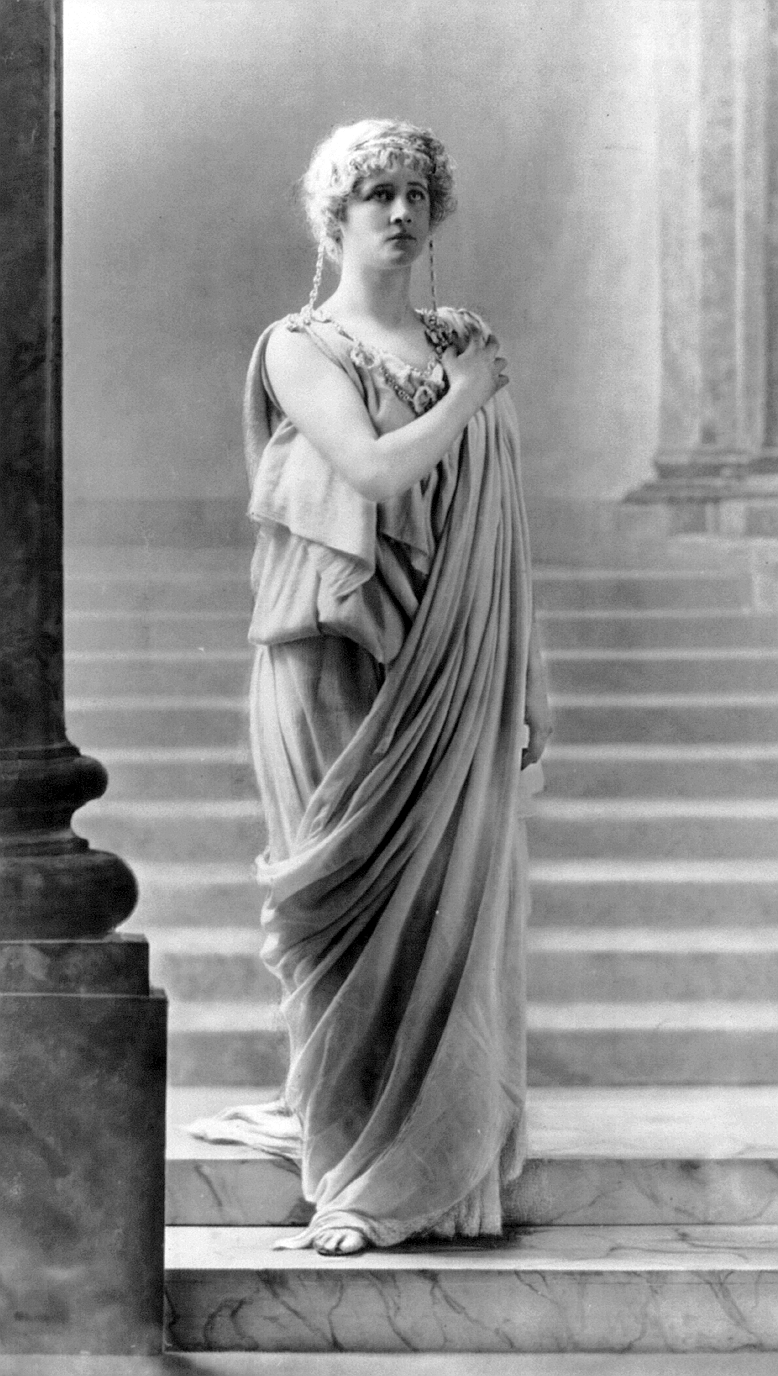
Como Hermione em Winter's Tale, de Shakespeare, 1887
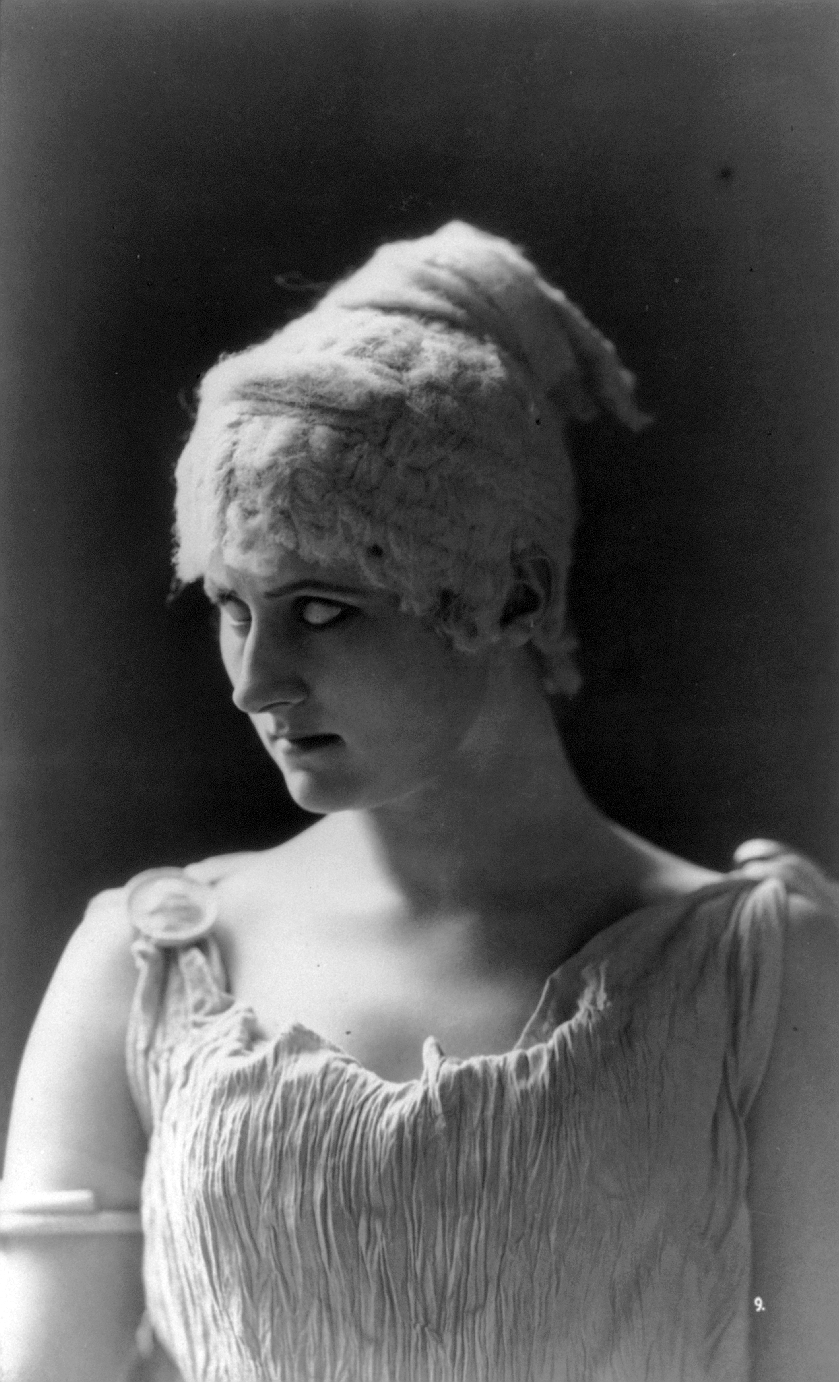
Como Galateia em Pigmaleão e Galateia, de W. S. Gilbert, 1883

## Últimos anos
Com recomendações médicas para descansar depois de seu desmaio, Mary Anderson visitou a Inglaterra. Em 1890 se casou com Antonio Fernando de Navarro, um desportista e advogado americano de descendência basca, que foi Mordomo Particular Papal da Espada e da Capa. Mary Anderson ficou então conhecida como Mary Anderson de Navarro. Eles se estabeleceram em Court Farm, Broadway, Worcestershire, onde ela cultivou um interesse pela música e se tornou uma notável anfitriã com um círculo distinto de convidados músicos, escritores e eclesiásticos. Ela também deu à luz um filho e uma filha em seu feliz casamento.
Uma católica devota, Mary tinha uma capela construída em seu sótão, com janelas de vidro colorido projetadas por Paul Woodroffe. Foi citada como um modelo inspirador para a personagem do romance Lúcia de Edward Frederic Benson, representado por uma soprano de ópera chamada Olga Bracely ou da própria Lúcia, bem como o protótipo para a heroína do romance de William Black, As Estranhas Aventuras de uma Casa-Barco.
Ela resistiu aos incentivos para que voltasse ao teatro, mas fez alguns eventos para angariar fundos durante a Primeira Guerra Mundial, em Worcester, Stratford e Londres. O último incluiu papéis como Galateia, Julieta e Clarice na peça Comedy and Tragedy de W. S. Gilbert. Mary publicou dois livros de suas memórias, A Few Memories (1896) e A Few More Memories (1936), e colaborou com Robert Smythe Hichens na adaptação teatral de Nova York de seu romance, O Jardim de Alá (1911).

## Morte
Mary Anderson morreu em sua casa, em Broadway, Worcestershire, em 1940, aos 80 anos de idade.

## Legado
O terreno doado por Anderson para os monges franciscanos agora é o Mosteiro Monte de São Francisco, e abrigo para o Centro Mary Anderson, uma colônia de artista. Em 1989, o trecho da rodovia US Route 150 que une a propriedade doada foi chamado de The Mary Anderson Memorial Highway.

## Filmografia
| Ano  | Filme                                          | Personagem                                         | Notas       |
| ---- | ---------------------------------------------- | -------------------------------------------------- | ----------- |
| 1912 | Bridge                                         | Sra. Grey                                          | Curta       |
| 1912 | The Days of Terror; or, in the Reign of Terror |                                                    | Curta       |
| 1912 | Babette                                        | Babette                                            | Curta       |
| 1912 | The Night Before Christmas                     | Tia Ruth - Irmã da Sra. Corbin (como Miss Navarro) | Curta       |
| 1912 | Days of Terror                                 |                                                    | Curta       |
| 1913 | Cinderella's Slipper                           |                                                    | Curta       |
| 1914 | Hearts of Oak                                  | Tia Becky                                          |             |
| 1914 | When Broadway Was a Trail                      | Senhora Hibbins                                    |             |
| 1915 | The Battle of Ballots                          |                                                    |             |
| 1916 | Diana the Huntress                             | Desconhecido (como Mary Navarra)                   | Curta       |
| 1918 | Mrs. Dane's Defense                            | Sra. Dane do Canadá                                |             |
| 1918 | Eve's Daughter                                 | Kate Simpson-Bates                                 | Filme final |